# Farmer City (Illinois)
Farmer City est une ville du comté de DeWitt, dans l'Illinois, aux États-Unis. Elle est incorporée le 23 octobre 1872,. Lors du recensement de 2010, la ville comptait une population de 2 037 habitants.

## Source de la traduction
- (en) Cet article est partiellement ou en totalité issu de l’article de Wikipédia en anglais intitulé « Farmer City, Illinois » (voir la liste des auteurs).